# Gigantengrab von Laccaneddu

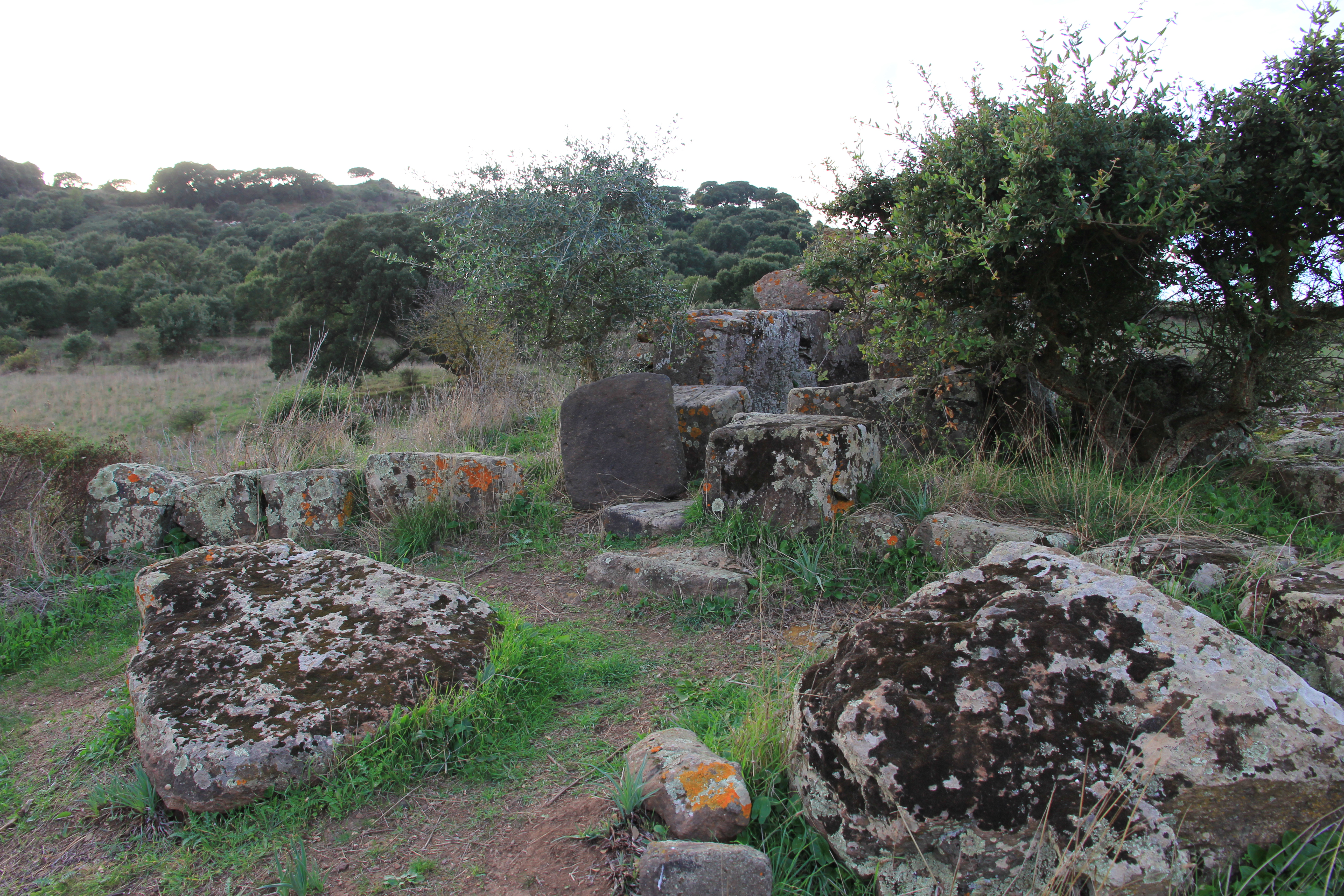
Gigantengrab von Laccaneddu

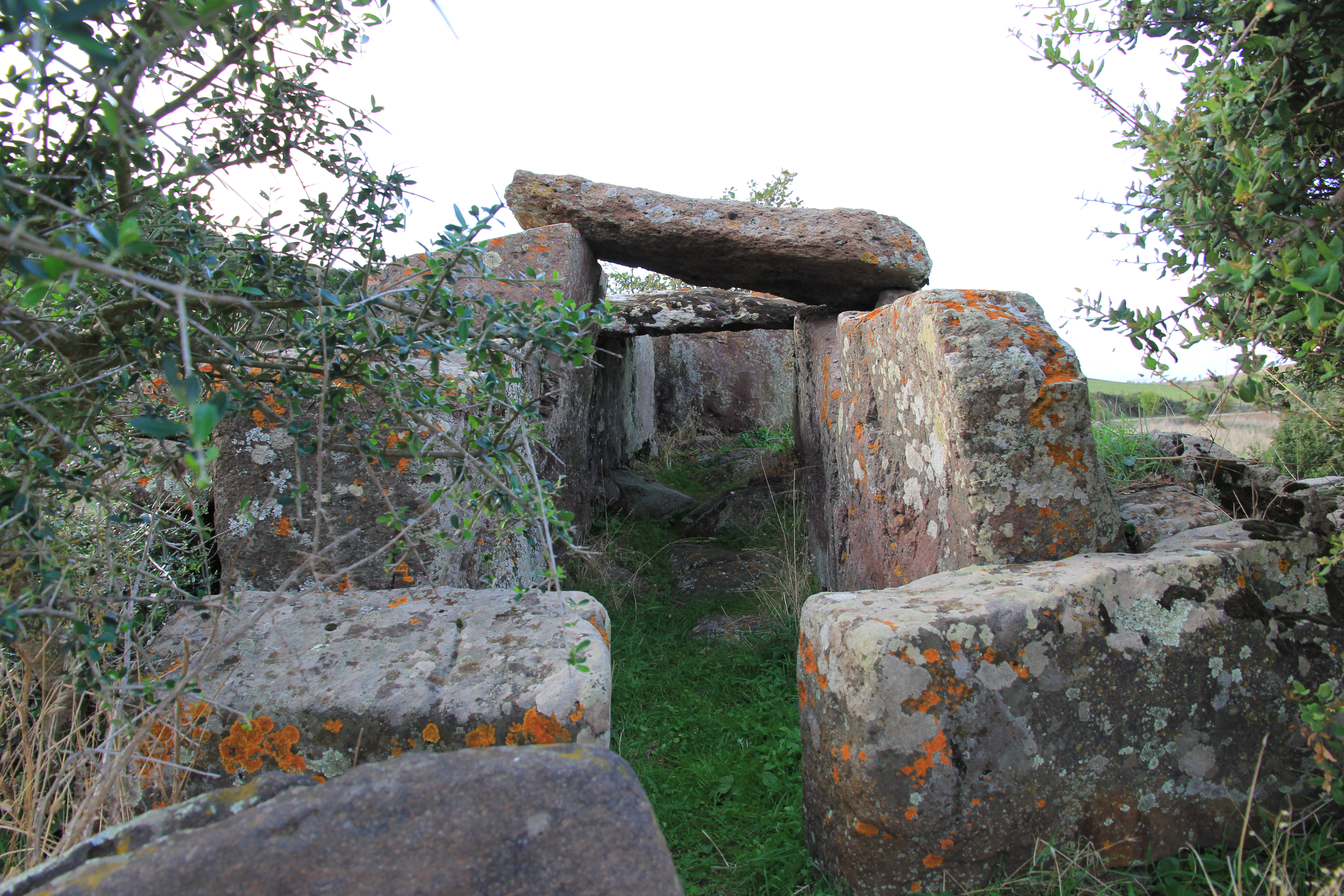
Gigantengrab von Laccaneddu Frontseite

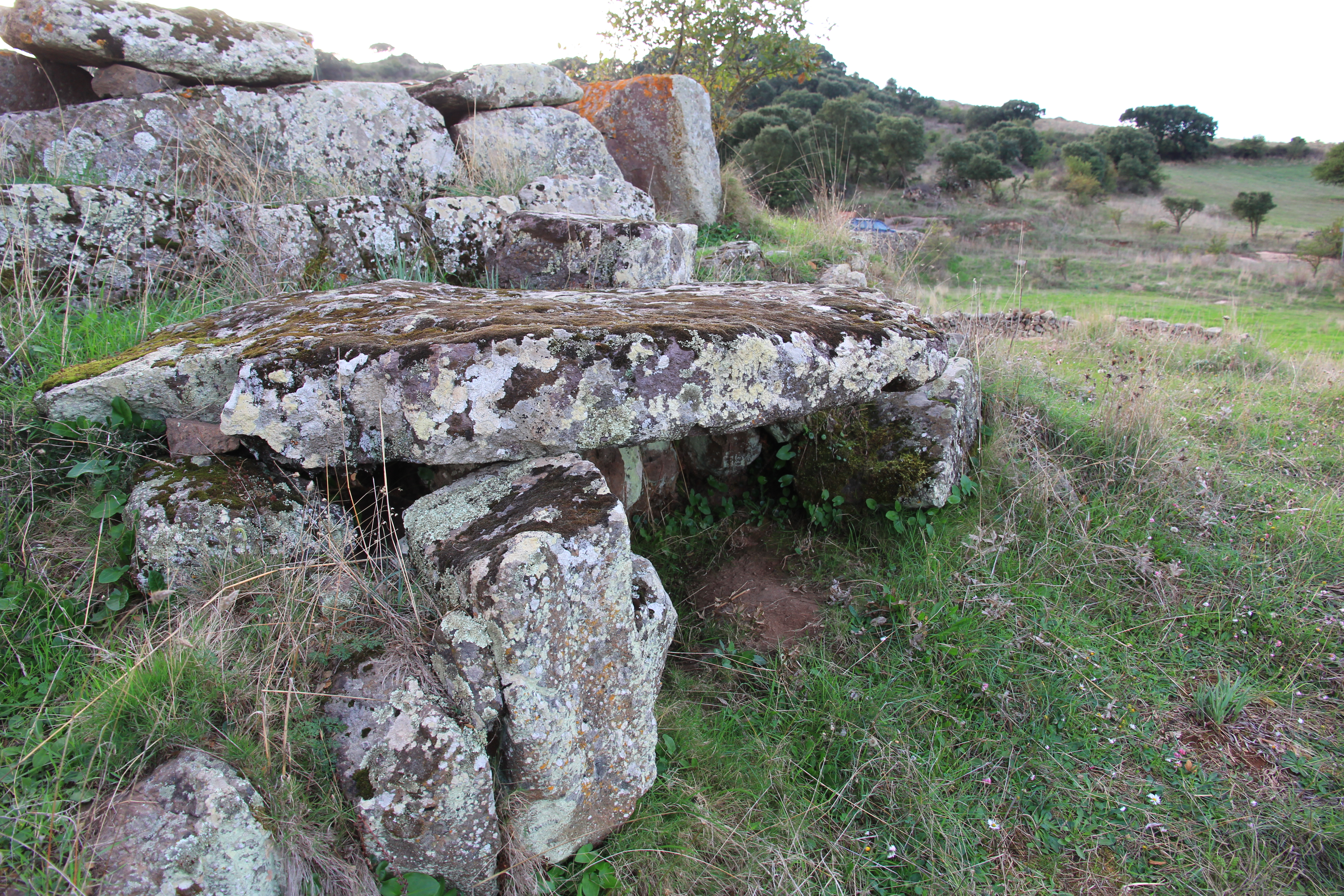
Gigantengrab von Laccaneddu Ende

Das Gigantengrab von Laccaneddu liegt südlich von Putifigari, nahe der Straße nach Villanova Monteleone in der Metropolitanstadt Sassari auf Sardinien. Die in Sardu „Tumbas de los zigantes“ und auf Italienisch (plur.) „Tombe dei Giganti“ genannten Bauten sind die größten pränuraghischen Kultanlagen Sardiniens und zählen europaweit zu den spätesten Megalithanlagen. Die 321 bekannten Gigantengräber sind Monumente der bronzezeitlichen Bonnanaro-Kultur (1.800–1.500 v. Chr.), die Vorläuferkultur der Nuragher ist.

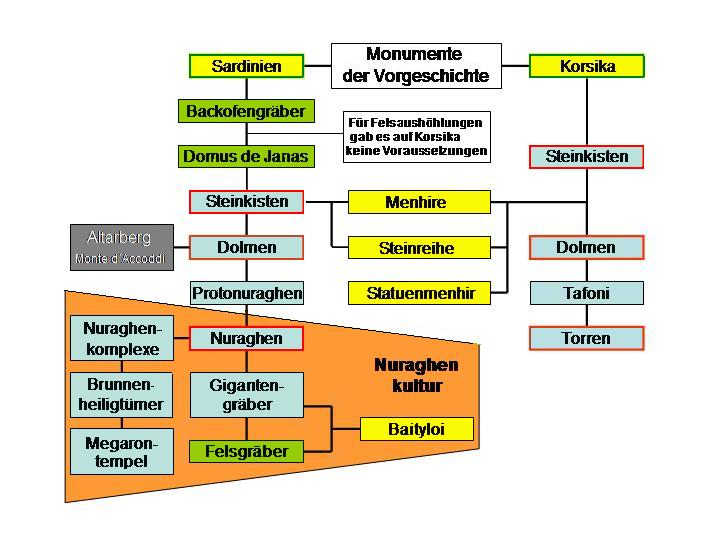
Typenfolge sardischer Megalithen

## Typenfolge
Baulich treten Gigantengräber in zwei Varianten auf. Die Anlagen mit Portalstelen und Exedra gehören zum älteren Typ. Bei späteren Anlagen besteht die Exedra statt aus monolithischen Stelen, aus einer in der Mitte deutlich erhöhten Quaderfassade aus bearbeiteten und geschichteten Steinblöcken. Das Gigantengrab von Laccaneddu ist eine Anlage des jüngeren Typs (mit Quaderfassade).

## Beschreibung
Vom Gigantengrab ist die Galerie aus großen Orthostaten aus Trachyt erhalten, während es keine Spuren der Exedra gibt. Die Ost-West orientierte Anlage, hat eine Länge von 7,1 und eine Breite von 2,8 m. Die ausgegangene Exedra hatte eine maximale Breite von 6,6 m. Hinter der Apsis am Ende der Galerie, liegt eine Struktur, die ein Dolmen gewesen sein könnte.
In der Nähe liegt der Nuraghenkomplex von Appiu. Der seit 2001 ausgegrabene Komplex aus ehemals etwa 200 steinernen Hütten, von denen nur noch die etwa hüfthohen Fundamente stehen, besitzt zwei kleinere Dolmen, die Reste eines Gigantengrabes, einen Steinkreis und einen stark ramponierten Nuraghen.